# Zope
Zope er en open source applikationsserver, hvorpå der kan udvikles og driftes webapplikationer af enhver art. CMS, intranet, groupware, portaler, E-learning, Commerce mv.
Zope bruges bl.a. af NATO og NASA
Zope er skrevet i det objekt-orienterede programmeringssprog python

## Ekstern henvisning
- Officiel hjemmeside